# SREB
SREB (super konzervirani receptor izražen u mozgu) su grupa srodnih G-protein spregnutih receptora. Pošto endogeni ligandi nisu još bili identifikovani za ove receptore, oni su klasifikovani kao orfanski receptori.

## Literatura
1. ↑  Matsumoto M, Saito T, Takasaki J, Kamohara M, Sugimoto T, Kobayashi M, Tadokoro M, Matsumoto S, Ohishi T, Furuichi K (2000). „An evolutionarily conserved G-protein coupled receptor family, SREB, expressed in the central nervous system”. Biochem. Biophys. Res. Commun. 272 (2): 576—82. PMID 10833454. doi:10.1006/bbrc.2000.2829.

## Spoljašnje veze
- GPCR baza podataka -  (ranije SREB1) Архивирано на веб-сајту  (3. март 2016)
- GPCR baza podataka -  (ranije SREB2) Архивирано на веб-сајту  (3. март 2016)
- GPCR baza podataka -  (ranije SREB3) Архивирано на веб-сајту  (3. март 2016)
- GPR27+protein на 
- GPR85+receptor на 